# 烏爾濟卡鄉
43°52′N 24°17′E / 43.867°N 24.283°E
烏爾濟卡鄉（羅馬尼亞語：Comuna Urzica, Olt），是羅馬尼亞的鄉份，位於該國南部，由奧爾特縣負責管轄，面積29平方公里，海拔高度92米，2007年人口2,366，人口密度每平方公里83人。